# 1968年夏季奥林匹克运动会苏里南代表团
苏里南在错过1964年东京奥运会后，1968年重返参加墨西哥城奥运会。

## 田径
男子100米
- Eddy Monsels

- 第一轮 — 10.4秒 (→ 小组第5，晋级第二轮)
- 第二轮 — 10.4秒 (→ 小组第8，被淘汰)